# 舌下隙
舌下隙（ぜっかげき）とは、顎舌骨筋より上方で下顎骨体とオトガイ舌筋に囲まれた組織隙のこと。顎下隙、翼突下顎隙と交通している。